# كولتون ديكسون
كولتون ديكسون (بالإنجليزية: Colton Dixon)‏ هو موسيقي ومغني وعازف بيانو أمريكي، ولد في 19 أكتوبر 1991 في مورفريسبورو في الولايات المتحدة.

## وصلات خارجية
- الموقع الرسمي
- كولتون ديكسون على موقع IMDb (الإنجليزية)
- كولتون ديكسون على موقع ميوزك برينز (الإنجليزية)
- كولتون ديكسون على موقع أول ميوزيك (الإنجليزية)
- كولتون ديكسون على موقع ديسكوغز (الإنجليزية)